# Jules Bury
Jules Désiré Bury (* 28. Dezember 1862 in Forchies-la-Marche, Fontaine-l’Évêque; † nach 1900) war ein belgischer Sportschütze.
Er nahm bei den Olympischen Sommerspielen 1900 in fünf Disziplinen teil. Im Armeegewehr über 300 m liegend belegte er mit 270 Punkten den 28. und damit vorletzten Platz. In der knienden Position wurde er mit 269 Punkten 24. und im Stehenden erreichte er mit 282 Punkten den 7. Platz. Im Dreistellungskampf kam er daher mit insgesamt 821 Punkten auf den 22. Platz. Im Mannschaftsbewerb im Armeegewehr 300 m Dreistellungskampf belegte er mit seinen Teamkollegen Paul van Asbroeck, Charles Paumier du Verger, Edouard Myin und Joseph Baras mit 4166 den 6. und damit den letzten Platz, wobei Bury selbst 821 Punkte erzielte.